# فالدك

شعار فالدك

فالدك (بالألمانية: Waldeck) ، إمارة مستقلة في الإمبراطورية الألمانية والاتحاد الألماني، حتى عام 1929، وهي دولة مكونة لجمهورية فايمر. وكان يتألف من أراضي هسن وساكسونيا السفلى (ألمانيا) في الوقت الحاضر.

## معرض صور

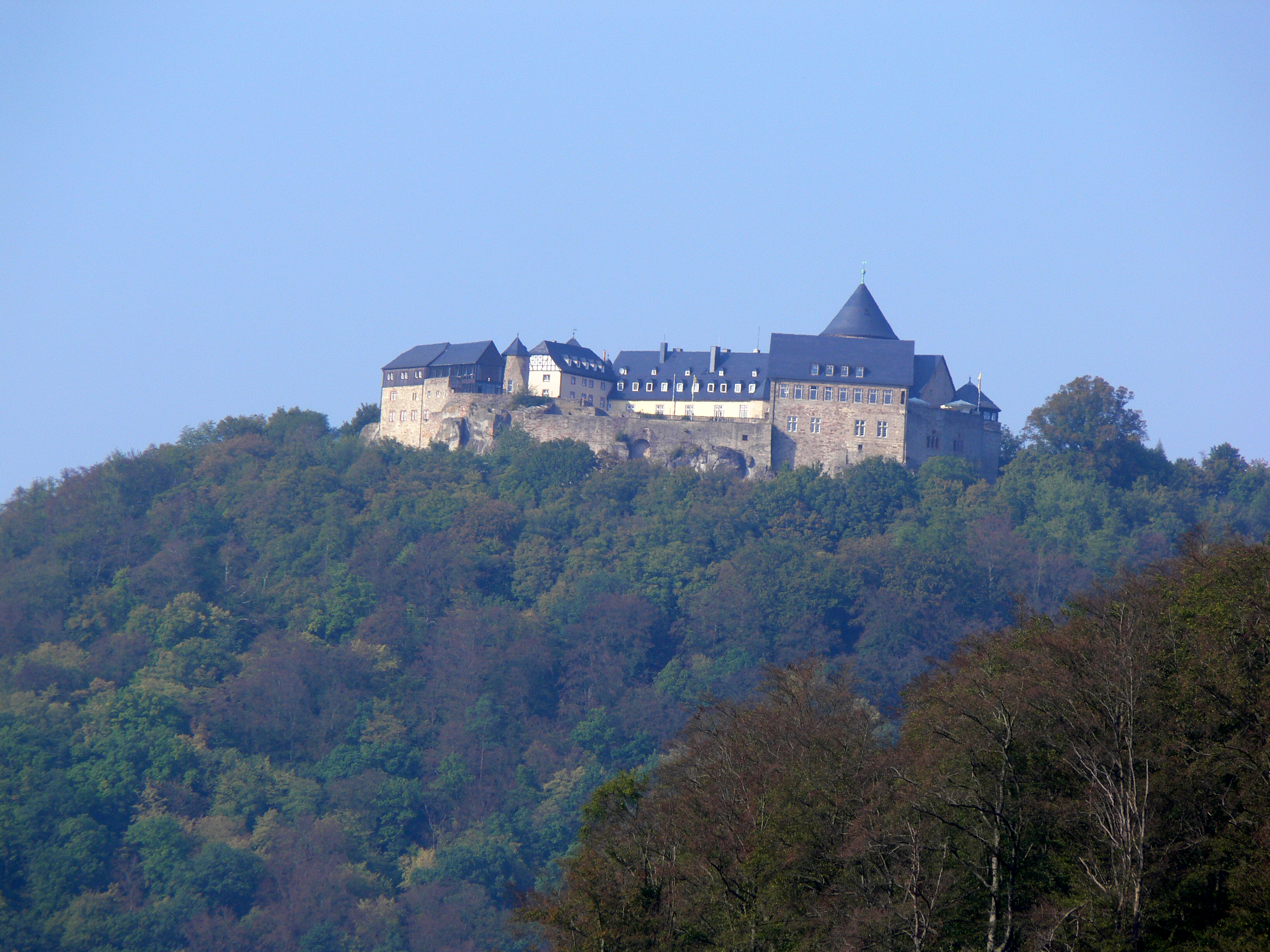
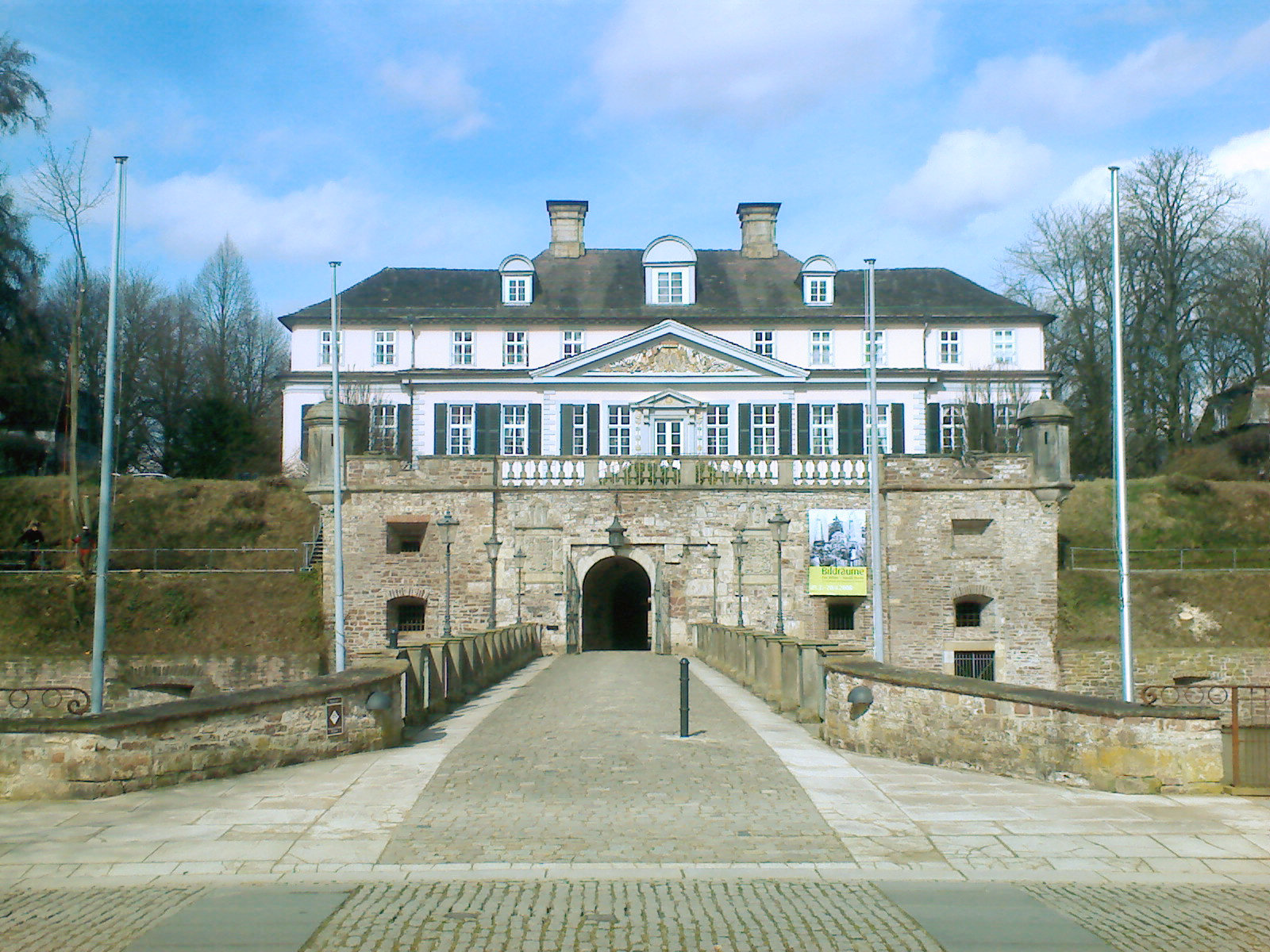
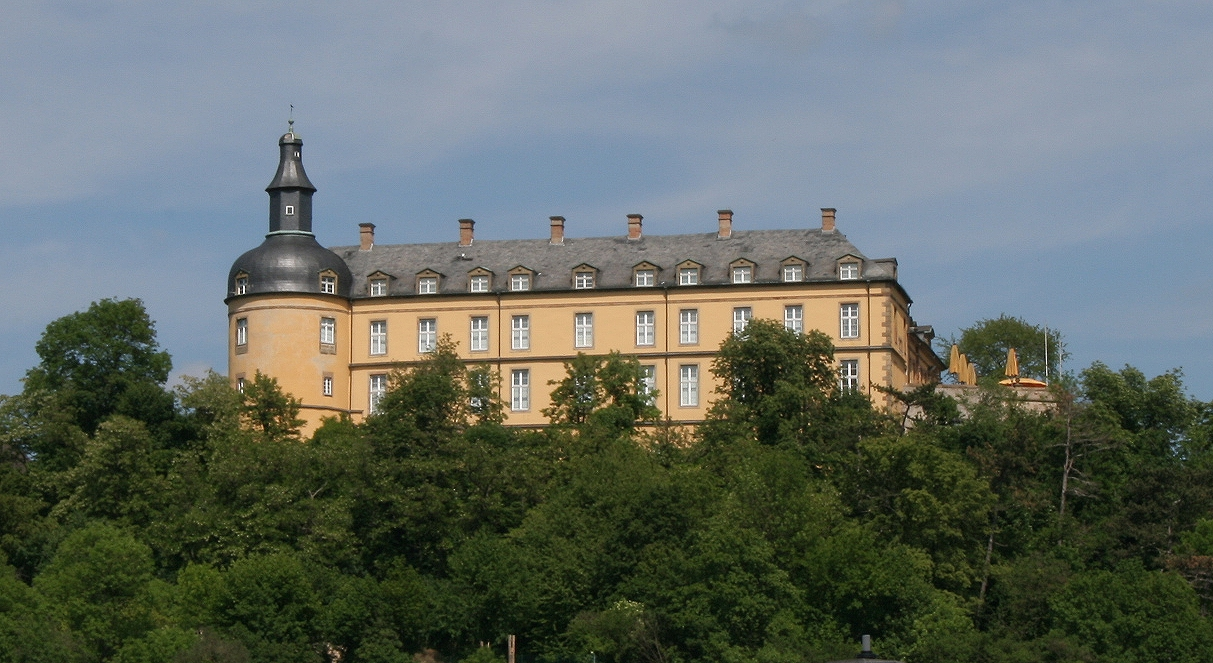
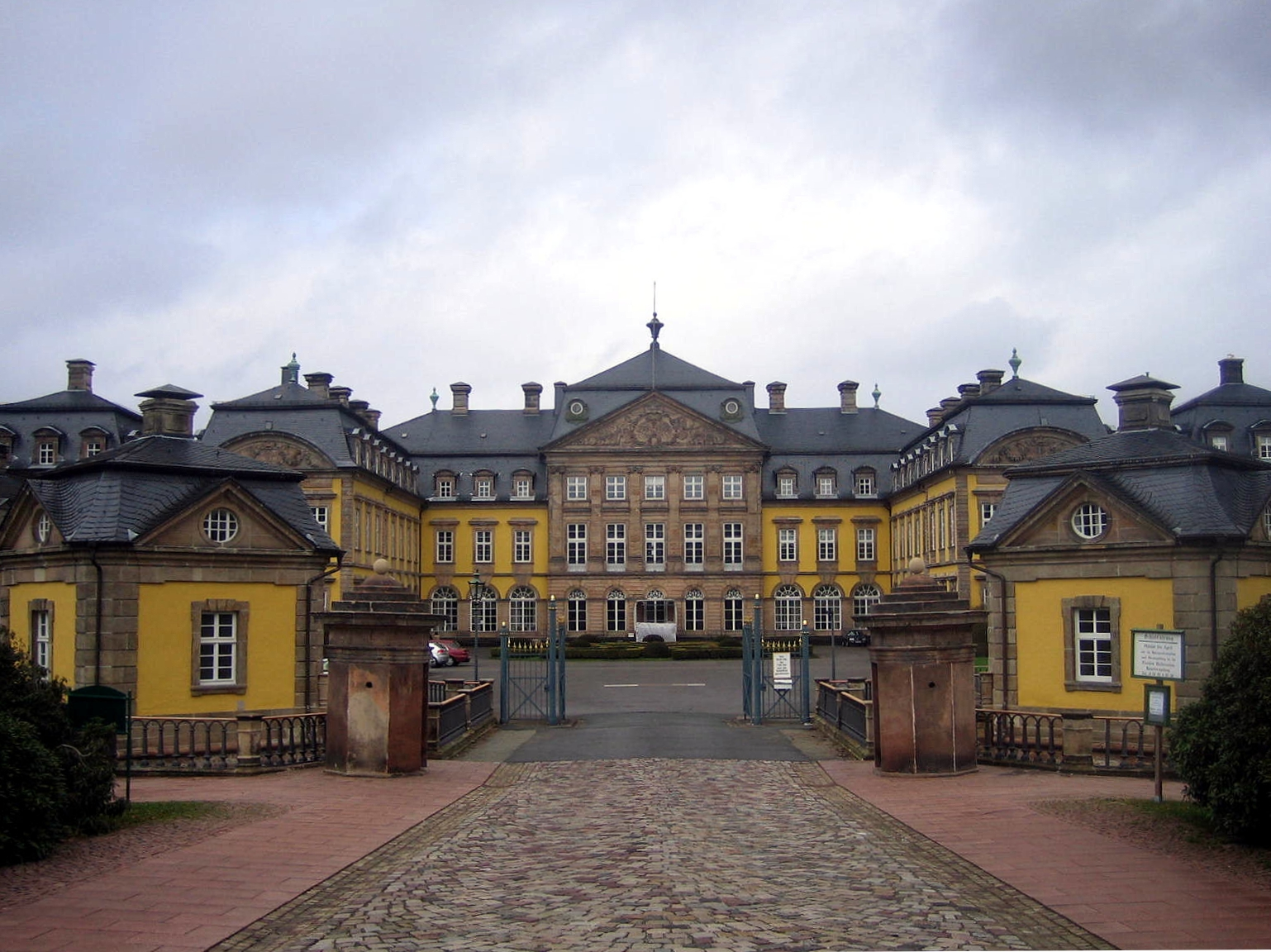
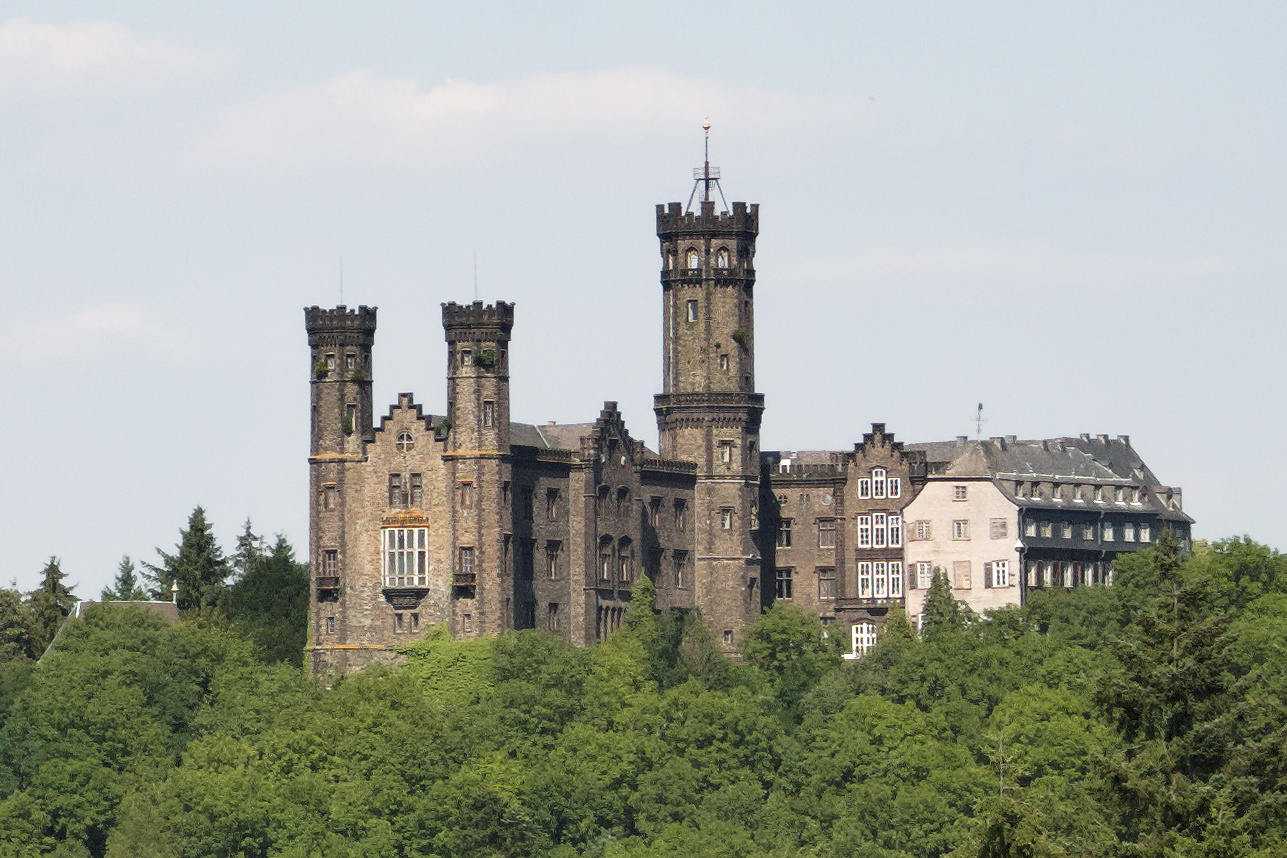
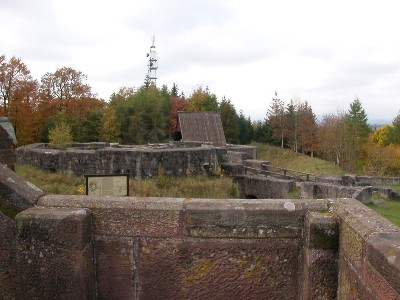

## أعلام
- فيرنير هارتمان

## وصلات خارجية
- Principality of Waldeck نسخة محفوظة 24 يونيو 2008 على موقع واي باك مشين. (بالألمانية)

- Canon law of the regnancy Waldeck, 1556
- Decorations of the Principality of Waldeck
- National anthem and flags http://www.nationalanthems.us/forum/YaBB.pl?action=print;num=1101849953